# Francisco Javier Fernández Álvarez
Francisco Javier Fernández Álvarez (León, 13 de julio de 1955), más conocido como Paco Fernández es un político español del Partido Socialista Obrero Español. Fue alcalde de la ciudad de León en dos etapas, de junio de 2003 a diciembre de 2004 y de 2007 hasta 2011.

## Biografía

### Primeros años y formación
Vivió en el barrio de San Esteban y fue alumno del Colegio Leonés. Durante su juventud mostró gran interés por el deporte, sobre todo por el tenis, lo que propició que fuera conocido como «Paco Raquetas». Empezó a trabajar en 1976 al terminar su etapa escolar. Lo hizo en el sector bancario como auxiliar administrativo en una oficina de la antigua Caja León en La Robla, que posteriormente daría lugar a Caja España. Llegó a ser vicepresidente segundo de la entidad financiera y se prejubiló en 2011 con 520 000 € al poco tiempo de abandonar su carrera política, a la que renunció.

### Carrera política
Llegó a la política desde la organización sindical UGT. En 1982 se afilió al PSOE leonés. Desempeñó las labores de Secretario de Organización de la Ejecutiva Provincial del PSOE de León hasta 1995. Su primer cargo político fue el de concejal del Ayuntamiento de León en 1991. Al mismo tiempo fue nombrado vicepresidente de la Diputación Provincial de León bajo el mandato del socialista Agustín Turiel Sandín, cargo que mantuvo hasta 1995. Desarrolló su carrera política en el seno de la Agrupación Local Socialista de la ciudad de León, de la que fue Secretario General entre 2000 y 2008. También fue Secretario General de la Comisión Ejecutiva Provincial del Partido Socialista de León desde finales de 2008 hasta 2011.
En 2002 fue elegido por la Agrupación Local Socialista como candidato del PSOE a la Alcaldía de León tras imponerse a Inmaculada Larrauri en las elecciones primarias del partido. Consiguió ser la segunda lista más votada en las elecciones municipales de 2003, mejorando notablemente los resultados de su partido, y gracias a un pacto con la Unión del Pueblo Leonés se convirtió en el segundo alcalde socialista de la democracia, después de Gregorio Pérez de Lera. Permanecería como alcalde tan solo 18 meses, pues una escisión en el seno de la UPL posibilitó que dos concejales de dicho partido, entre ellos su miembro fundador José María Rodríguez de Francisco, suscribieran una moción de censura junto al candidato del Partido Popular. La moción de censura prosperó, por lo que en diciembre de 2004 el popular Mario Amilivia se convirtió de nuevo en alcalde de la ciudad de León.
Tras la moción de 2004 permaneció como Portavoz del Grupo Municipal Socialista y se erigió de nuevo candidato del Partido Socialista a la Alcaldía de León para las elecciones municipales del 2007. En dichas elecciones se convirtió en la lista más votada y se quedó a tan solo un concejal de obtener la mayoría absoluta. Este buen resultado le sirvió para negociar con éxito un nuevo pacto con la Unión del Pueblo Leonés, que le permitió ser investido alcalde de León por segunda vez, cargo que mantuvo hasta las elecciones del 2011. El acuerdo de gobierno estuvo rodeado de cierta polémica por sus tintes leonesistas al promover la creación de una comunidad autónoma leonesa.
Se presentó de nuevo como candidato socialista a las elecciones municipales de 2011, pero no pudo revalidar la Alcaldía tras una dura derrota. Abandonó la política activa el 28 de octubre de 2011.

## Vida personal
Está casado y tiene dos hijos.